# ألفونسو كورتينا
ألفونسو كورتينا (بالإسبانية: Alfonso Cortina)‏ هو مدير ‏ وشخصية أعمال إسباني، ولد في 13 مارس 1944 في مدريد في إسبانيا.